# 特克利亞山
15°27′25″S 71°46′12″W / 15.45694°S 71.77000°W

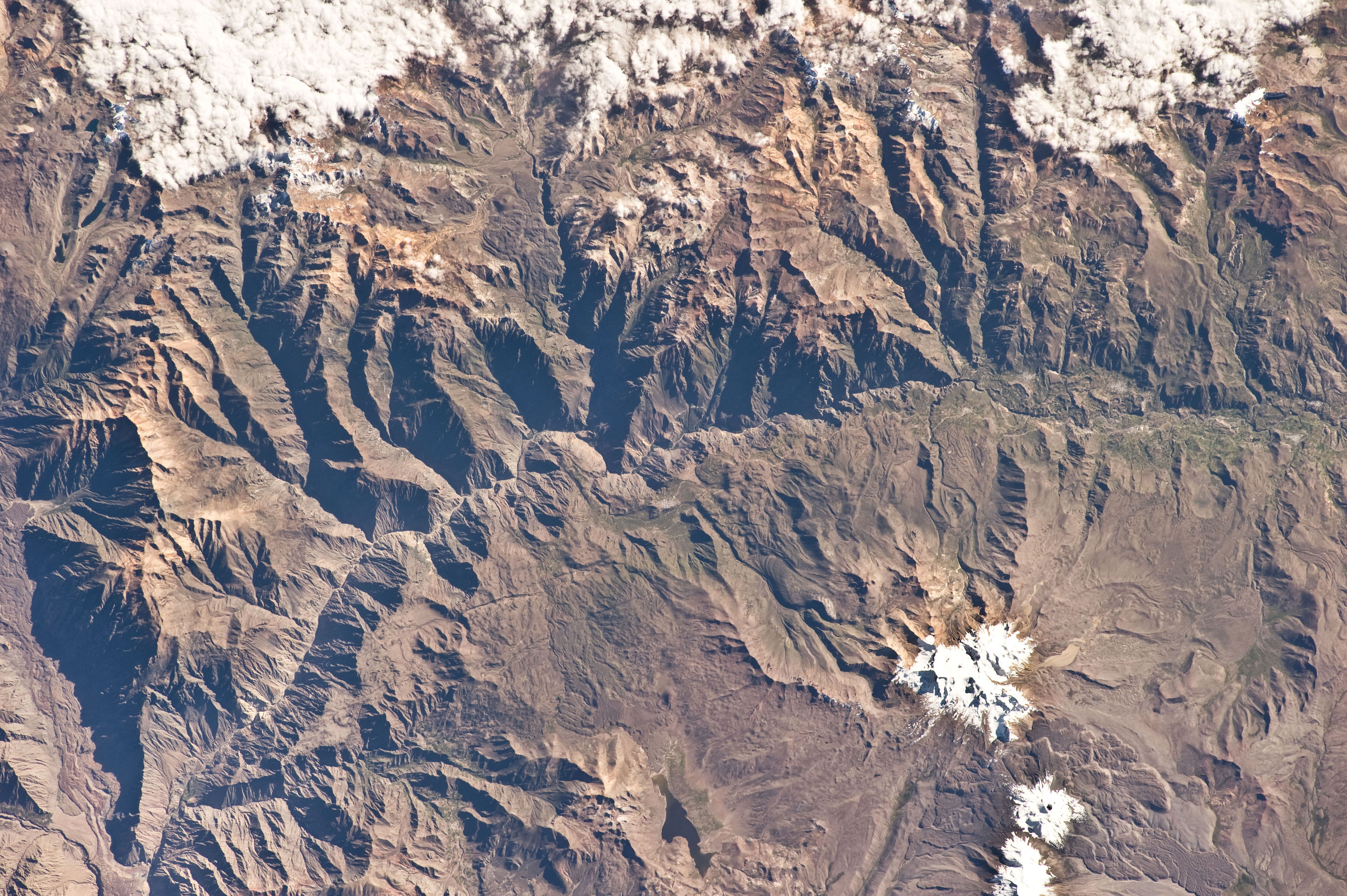

特克利亞山（Teclla），是秘魯的山峰，位於該國南部阿雷基帕大區，由卡伊尤馬省的拉里區負責管轄，屬於奇拉山脈的一部分，海拔高度5,360米。